# Carbidopa
Carbidopa ist ein L-DOPA-Decarboxylasehemmer, der in Kombination mit dem Botenstoffvorläufer L-DOPA (Levodopa) zur Behandlung der Parkinson-Krankheit eingesetzt wird. Carbidopa hemmt außerhalb des zentralen Nervensystems die Verstoffwechselung (Metabolisierung) von L-DOPA. Die Kombination Levodopa + Carbidopa wurde 1977 von der Weltgesundheitsorganisation (WHO) in die Liste der unentbehrlichen Arzneimittel der Weltgesundheitsorganisation aufgenommen. Carbidopa wurde als Decarboxylase-Inhibitor 1961, 1963, 1969 und 1971 von MSD patentiert.

## Eigenschaften
Carbidopa  hat ein chirales C-Atom. Es liegt in der (S)-Konfiguration vor.

## Pharmakologie
Carbidopa verhindert selektiv die Umwandlung von L-DOPA zu Dopamin in der Peripherie; letzteres kann die Blut-Hirn-Schranke allerdings nicht durchdringen. Mit der Zugabe von Carbidopa kann weniger Levodopa verabreicht werden, da ohne die periphere Decarboxylierungshemmung ansonsten 95 % des verabreichten Levodopas außerhalb des Gehirns decarboxyliert würde. Zudem gibt es weniger Nebenwirkungen, die auf die periphere Bildung von Dopamin (sowie Noradrenalin und Adrenalin) zurückgehen; dazu gehören Übelkeit und Erbrechen, Herzrhythmusstörungen, orthostatische Dysregulationen und Nykturie.

## Sonstiges
Die erste Carbidopa/Levodopa-Kombinationstherapie in den USA wurde 1975 von der Food and Drug Administration (FDA) unter dem Namen Sinemet (MSD) zur Parkinson-Behandlung zugelassen. In den UK war das Arzneimittel ab 1973 zugelassen.

## Handelsnamen
- Kombination mit Levodopa: Duodopa (D, A, CH), Isicom (D), Levobeta (D), Levo-C (D), LevoCar (A), LevoCarb (D), Levocomp (D), Nacom (D), Sinemet (A, CH), Striaton (D), weitere Generika
- Kombination mit Levodopa und Entacapon: Stalevo (D, A, CH)